# Carlos Azpiroz Costa

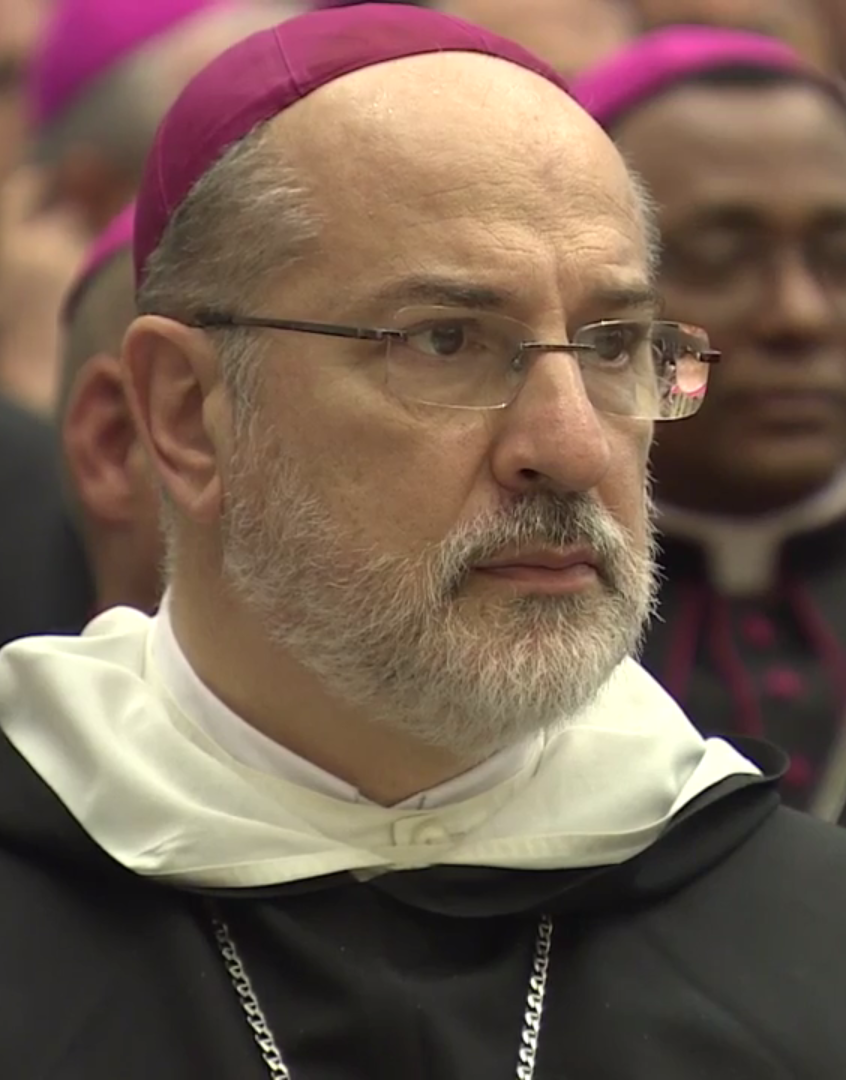
Erzbischof Carlos Azpiroz Costa OP (2016)

Carlos Alfonso Azpiroz Costa OP (* 30. Oktober 1956 in Buenos Aires, Argentinien) ist ein römisch-katholischer Ordensgeistlicher, ehemaliger Generalmagister des Dominikanerordens und Erzbischof von Bahía Blanca.

## Leben
Carlos Azpiroz Costa nahm zunächst ein Zivilrechtsstudium an der Päpstlichen Katholischen Universität von Argentinien in Buenos Aires auf. Er trat am 1. März 1980 in den Dominikanerorden ein und legte am 28. Februar des folgenden Jahres die erste Profess ab. Er schloss sein Jurastudium in Buenos Aires ab und absolvierte das ordenseigene Studium in Philosophie und Theologie mit Abschlüssen an der Universität des Nordens Heiliger Thomas von Aquin und der Päpstlichen Katholischen Universität von Argentinien. Am 14. August 1987 empfing er das Sakrament der Priesterweihe.
2001 wurde er auf dem Generalkapitel des Ordens in Providence zum Ordensmeister (Magister Ordinis) des Ordens gewählt. Sein Amtsportrait als Ordensmeister des Malers Massimiliano Pironti befindet sich im Museum Santa Sabina, Rom, in der Galerie der Ordensmeister.
Papst Franziskus ernannte ihn am 3. November 2015 zum Koadjutorerzbischof von Bahía Blanca. Die Bischofsweihe spendete ihm der Erzbischof von Bahía Blanca, Guillermo Garlatti, am 22. Dezember desselben Jahres. Mitkonsekratoren waren der Bischof von Concepción, Armando José María Rossi OP, und der Altbischof von Quilmes, Luis Teodorico Stöckler.
Mit dem altersbedingten Rücktritt Guillermo Garlattis am 12. Juli 2017 trat er dessen Nachfolge als Erzbischof von Bahía Blanca an.